# Ernie Barrett
Ernest Drew Barrett, detto Ernie (Pratt, 27 agosto 1929 – Manhattan, 21 aprile 2023), è stato un cestista e allenatore di pallacanestro statunitense, professionista nella NBA.

## Carriera
Venne selezionato dai Boston Celtics al primo giro del Draft NBA 1951 (7ª scelta assoluta).

## Palmarès
- NCAA AP All-America Second Team (1951)